# Struga (mechanika płynów)

Struga, linie prądu i wektory prędkości

Struga (rurka prądu) – spójny pęk sąsiadujących ze sobą linii prądu.
Przez strugę rozumie się też często spójny obszar płynu zawierający pęk sąsiadujących ze sobą linii prądu.
Zewnętrzne granice strugi, a więc ‘rozmiary’ pęku, określane są w sposób arbitralny, w zależności od potrzeb. Na przykład całość płynu przepływającego przez rurę tworzy strugę.

## Równanie ciągłości strugi
Dla każdej strugi obowiązuje równanie ciągłości wyrażające zasadę zachowania masy:
{\displaystyle \varrho \,u\,S=\mathrm {const} ,}
gdzie:
{\displaystyle \varrho } – gęstość płynu,
{\displaystyle u} – średnia prędkość płynu w strudze,
{\displaystyle S} – pole poprzecznego przekroju strugi.
Występująca w prawej stronie równania wielkość stała jest charakterystyczna dla danej strugi. Jest to prędkość przepływu masy przez przekrój poprzeczny rurki prądu o wymiarze [kg/s].